# Kwiat pełny
Kwiat pełny – określenie kwiatu ze zwielokrotnionymi listkami okwiatu. Kwiaty takie powstają w wyniku mutacji polegającej na modyfikacji części lub wszystkich pręcików i słupków i prowadzącej do rozwinięcia się ich w postaci listków okwiatu. Mutacja ta jest przykładem homeozji. W publikacjach specjalistycznych rośliny z kwiatami pełnymi oznaczane są skrótem fl. pl., którego rozwinięcie to łacińskie określenie flore pleno oznaczające "z pełnym kwiatem". Rośliny z kwiatami pełnymi często są cenionym walorem w przypadku roślin ozdobnych.

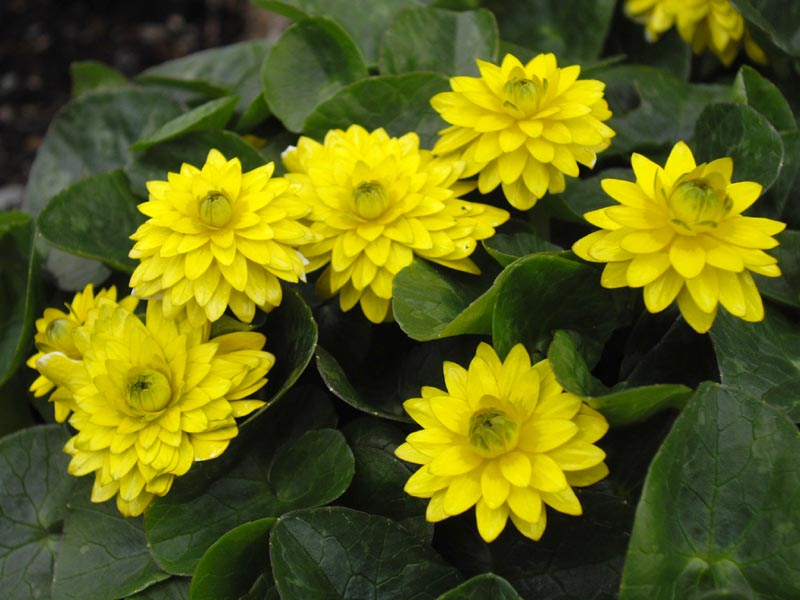
Ziarnopłon wiosenny
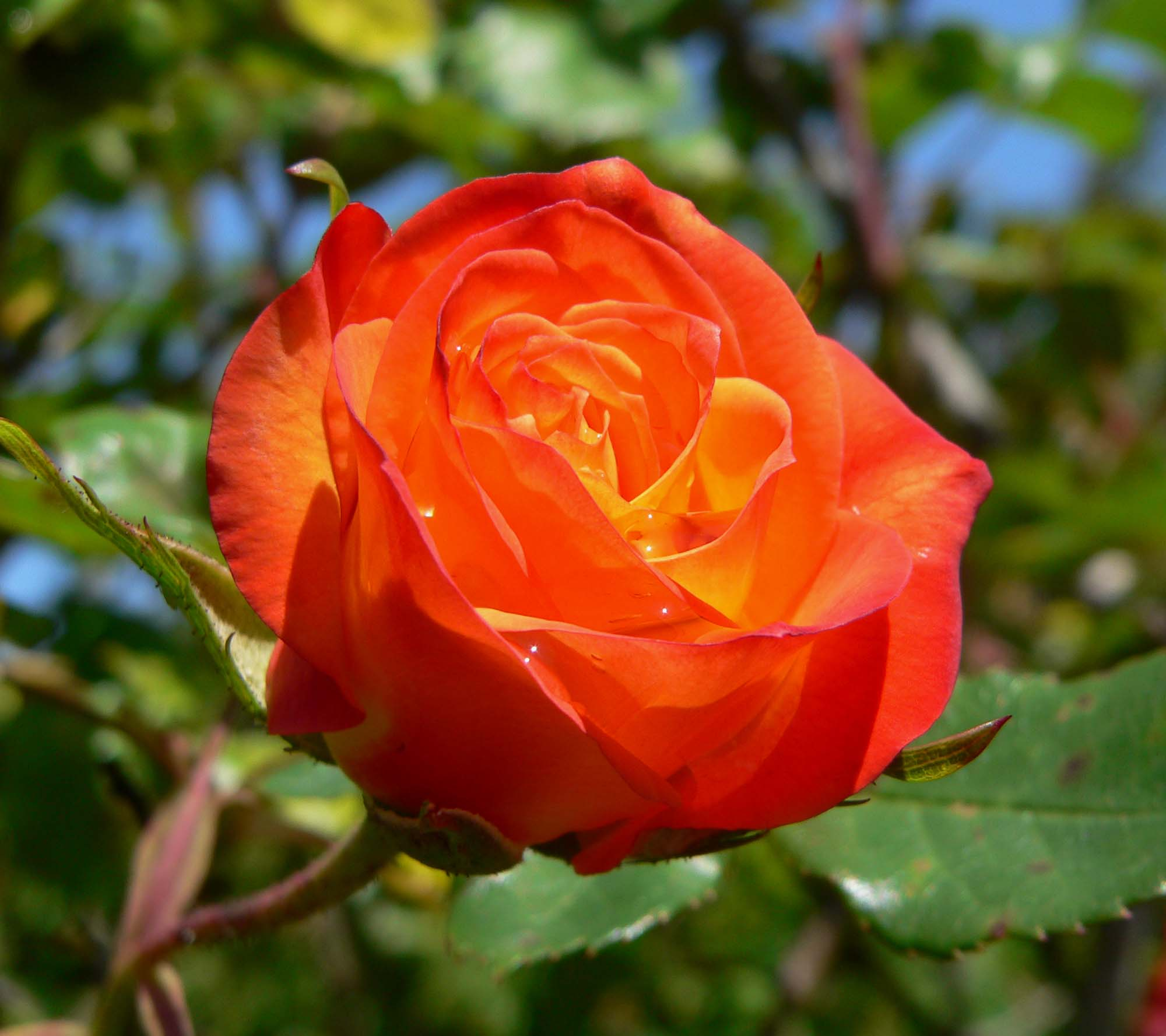
Róża 'Confetti'
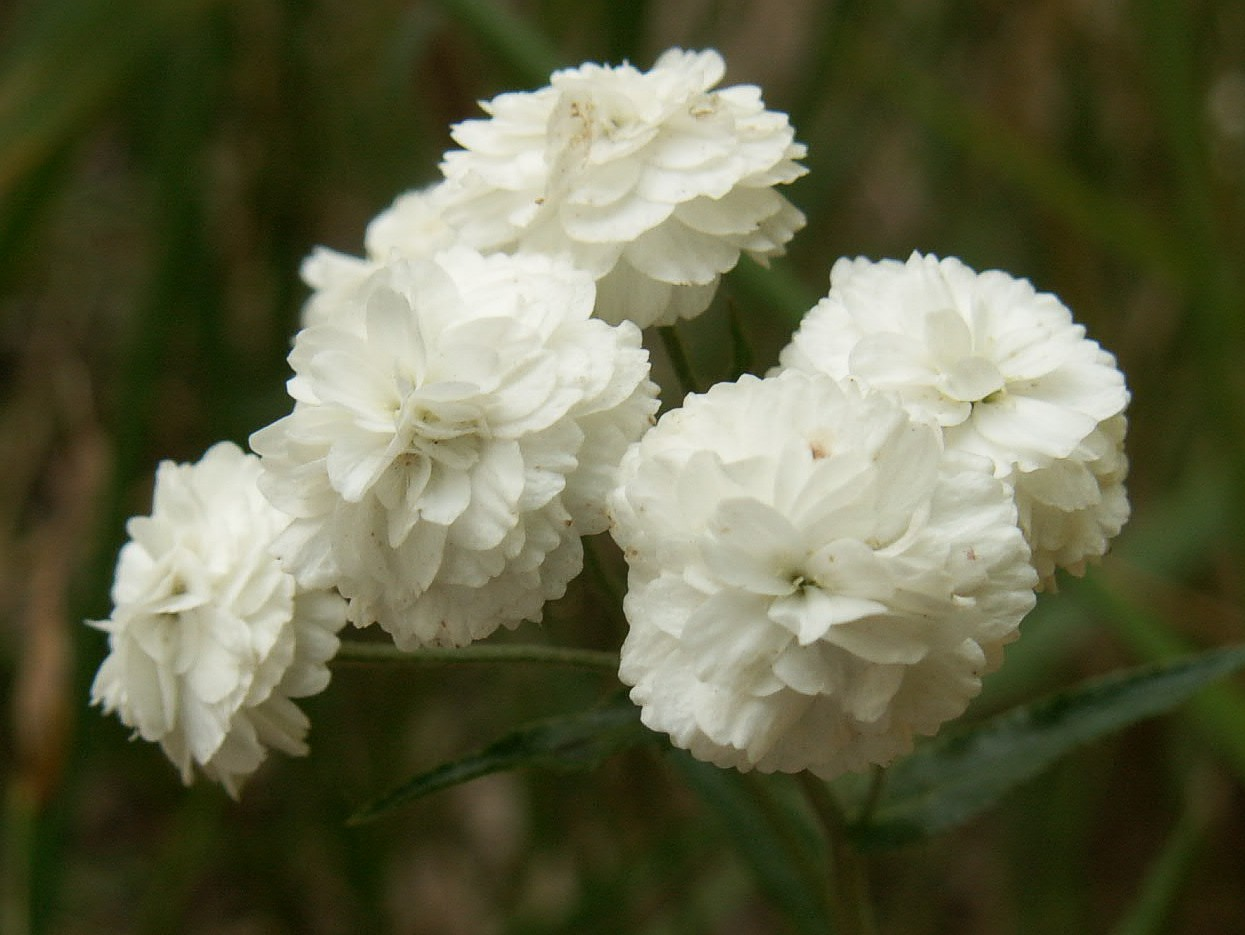
Krwawnik kichawiec